# Aeroportul April River
Aeroportul April River (IATA: APR, ICAO: AYPE) este un aeroport din East Sepik Province⁠(d), Momase Region⁠(d), Papua Noua Guinee.
aeroportul dispune de o singură pistă.